# Peromyia sinuosa
Peromyia sinuosa är en tvåvingeart som beskrevs av Jaschhof 2004. Peromyia sinuosa ingår i släktet Peromyia och familjen gallmyggor. Inga underarter finns listade i Catalogue of Life.